# Programa dels Grans Observatoris

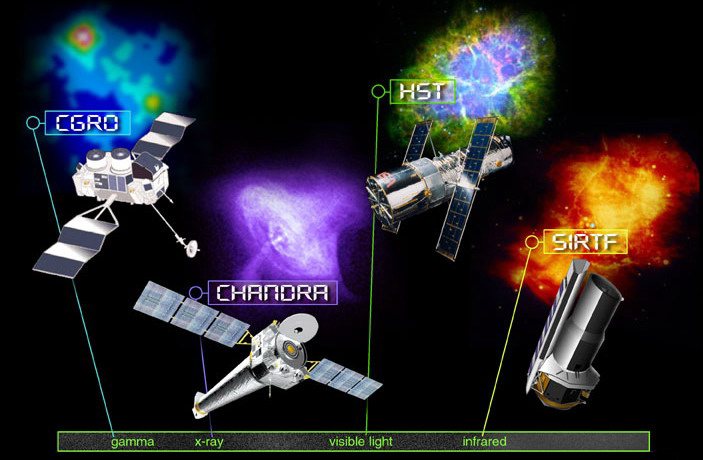
Els Quatre Grans Observatoris

Els Grans Observatoris són una sèrie de quatre grans i potents telescopis espacials posats en funcionament per la NASA. Cadascun dels Grans Observatoris té una grandària i cost similar a la resta, i tots han fet contribucions clau a l'astronomia. Cada missió està centrada en una regió de l'espectre electromagnètic.

## Grans Observatoris
1. Telescopi Espacial Hubble (en anglès Hubble Space Telescope, HST) conegut prèviament com a Space Telescope (ST). Observa principalment llum visible i ultraviolada proper. Una missió de servei de la llançadora en 1997 li va dotar de capacitat d'observar infraroig proper.
2. Observatori de Rajos Gamma Compton (en anglès Compton Gamma Ray Observatory, CGRO) conegut prèviament com a Gamma Ray Observatory (GRO). Observava principalment rajos gamma, encara que també rajos X durs.
3. Observatori de rajos X Chandra (en anglès Chandra X-ray Observatory, CXO) conegut prèviament com a Advanced X-ray Astronomical Facility (AXAF). Observa principalment rajos X tous.
4. Telescopi Espacial Spitzer (en anglès Spitzer Space Telescope, SST) conegut prèviament com a Space Infrared Telescope Facility (SIRTF). Observa l'espectre infraroig.

D'aquests satèl·lits l'únic que no està operatiu és el Compton; un dels seus giroscopis va fallar i la NASA va ordenar que fos incinerat en l'atmosfera el 4 de juny de 2000. Les parts que van sobreviure a la reentrada es van enfonsar en l'Oceà Pacífic. Per la seva banda, estava previst que el Hubble tornés a la Terra en la llançadora espacial el 2010. Encara que oficialment això ha estat abandonat, els oficials de la NASA l'estan reconsiderant.
El Spitzer és l'únic dels Grans Observatoris que no va ser llançat per la llançadora espacial. Després del desastre del Challenger, l'etapa superior requerida per col·locar l'observatori en òrbita heliocèntrica, la Centaur LH2/OX va ser prohibida per als vols del transbordador. Els coets Titan i Atles tenien un llançament massa costós, de manera que es va optar per un redisseny i el llançament usant un coet Delta II.

## Avantatges dels observatoris espacials
Cada observatori ha estat dissenyat per usar les últimes tecnologies disponibles a la seva respectiva regió de l'espectre.
El Hubble és l'observatori més beneficiat directament de trobés
 per sobre de l'atmosfera, ja que així es redueixen les interferències i augmenta la resolució espacial. Telescopis terrestres molt majors han aconseguit recentment la resolució del Hubble en l'espectre infraroig, però encara no en el visible. D'altra banda, en estar a l'espai evita l'efecte produït per la lleugera emissió de llum visible de l'atmosfera terrestre, permetent al Hubble observar objectes molt distants. Els observatoris terrestres no tenen manera de compensar aquest efecte, de manera que els resulta impossible observar els objectes que pot arribar a fotografiar el Hubble.
El Compton observa en rajos gamma, els quals simplement no aconsegueixen la superfície. Era bastant més gran que els observatoris de rajos gamma que li van precedir, la qual cosa li va servir per obrir per si mateix noves àrees d'estudi. A més tenia quatre instruments, que es complementaven per obtenir millors sensibilitats, resolucions i camps de vista. Els rajos gamma s'emeten des de fonts molt energètiques, com a forats negres i supernoves.
El Chandra, de la mateixa manera, no té predecessors terrestres, i només alguns en òrbita però sempre més petits que ell. La seva resolució espacial era d'un ordre de magnitud major que les missions anteriors, perquè la seva gran grandària, alta òrbita, i sensibles CCDs li permeten observar fonts de rajos X molt febles. Aquestes fonts també són molt potents, que s'observen amb més detall que en rajos gamma.
El Spitzer és difícil o impossible d'imitar en terra, i té pocs predecessors en òrbita. Spitzer no és molt major que el seu predecessor, l'Observatori Espacial Infraroig (en anglès Infrared Space Observatory, ISO), no obstant això, s'ha aprofitat del ràpid avanç de la tecnologia dels detectors d'infrarojos. Combinant això amb la seva grandària lleugerament major, un camp de visió favorable i la seva llarga vida, els resultats científics retornats no tenen precedents. Les observacions infraroges s'usen per a objectes freds que no emeten molta llum visible, o objectes enfosquits per pols interestel·lar en longituds d'ona visibles.

## Treballant junts

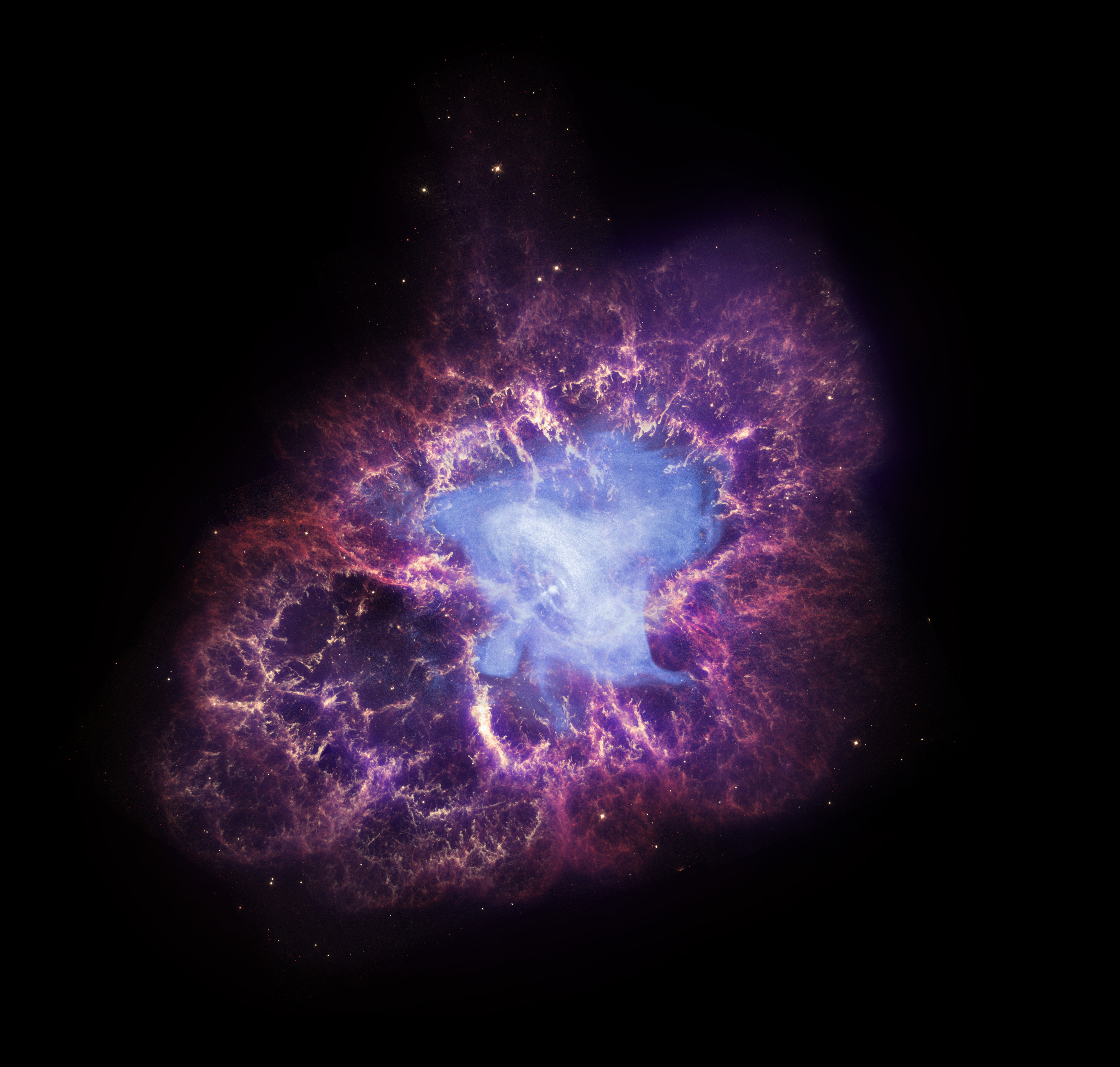
Imatge de NGC 1952 del Chandra, Hubble i Spitzer.

Més enllà de les capacitats de cada missió (particularment les sensibilitats, que no poden ser aconseguides pels observatoris terrestres) el programa dels Grans Observatoris permet a les missions interaccionar per aconseguir una major tornada de dades. Diferents objectes brillen en diferents longituds d'ona, o sigui que tenir dos o tres observatoris apuntant a un mateix objecte permet un major enteniment.
Els estudis d'alta energia (rajos X i gamma) només tenen ara com ara una resolució moderada. Estudiant els objectes que emeten en rajos X i gamma amb el Hubble a més que amb el Chandra i el Compton, es tradueix en major precisió en dades de grandària i posició. En particular, la resolució del Hubble pot destriar de vegades si l'objectiu d'estudi és un objecte solitari o part d'una galàxia i si un objecte brillant es troba en el nucli, els braços o l'halo d'una galàxia espiral. De la mateixa manera, la menor obertura del Spitzer significa que el Hubble pot afegir informació espacial més detallada a una imatge del primer.
Estudis ultraviolats amb el Hubble també revelen l'estat temporal d'objectes d'alta energia. Els rajos X i gamma són més difícils de detectar amb les tecnologies avui disponibles que la llum visible o ultraviolada. Per tant, el Chandra i el Compton necessiten llargs temps d'integració per obtenir suficients fotons per a aconseguir una imatge. Això pot ser un problema, ja que certs objectes que brillen en rajos X i gamma són petits i poden variar enormement en minuts o fins i tot segons. Per tant, aquests objectes poden ser seguits amb el Hubble o el Rossi X-ray Timing Explorer, el qual pot prendre mesures detallades en segons o fraccions de segon, a causa del seu diferent disseny.
L'habilitat del Spitzer per veure a través de pols i gasos és apreciable per a observacions del nucli galàctic. Grans objectes al centre de les galàxies brillen en rajos X, rajos gamma i ones de radi, però estudis en infraroig en aquestes zones plenes de pols poden revelar el nombre i posició dels objectes.
El Hubble, mentrestant, no té un camp de visió suficient per a estudiar tots els objectes interessants del cel, per tant, els objectius potencials es localitzen amb observatoris terrestres (més barats) o per observatoris espacials menors, que de vegades estan dissenyats per cobrir grans àrees del cel. A més els altres tres Grans Observatoris han trobat nous objectes interessants, els quals mereixen l'atenció del Hubble.
Un exemple de treball conjunt té lloc en el sistema solar i els estudis d'asteroides. Els cossos més petits del sistema solar (llunes i asteroides) són massa petits per a ser mesurats directament pel Hubble. El més que pot donar-nos el Hubble és la grandària mínima de l'objecte, basant-se en la seva albedo. La grandària màxima pot ser determinat pel Spitzer a través del coneixement de la temperatura del cos, la qual és coneguda per la seva distància al sol. Després es realitza una espectroscopia detallada per part del Spitzer per determinar la composició química de la superfície, amb la qual es calcula l'albedo i podem reajustar la grandària mínima per al nostre objecte.
Cronologia del treball conjunt entre els Grans Observatoris:
- Finals de 1991: Hubble i Compton.
- Finals de 1999: Hubble, Compton i Chandra.
- Intervinguts de 2000: Hubble i Chandra.
- Finals de 2003 d'ara endavant: Hubble, Chandra i Spitzer.

## Impacte
Els quatre telescopis han tingut un impacte substancial en l'astronomia. L'obertura de noves bandes d'ona a observacions d'alta resolució i alta sensibilitat per part de Compton, Chandra i Spitzer ha revolucionat la comprensió d'una àmplia gamma d'objectes astronòmics i ha portat a la detecció de milers d'objectes nous i interessants. El Hubble ha tingut un impacte públic i mediàtic molt més gran que els altres telescopis, tot i que a les longituds d'ona òptiques el Hubble ha proporcionat una millora més modesta en la sensibilitat i la resolució respecte als instruments existents. La capacitat del Hubble per obtenir imatges uniformes d'alta qualitat de qualsevol objecte astronòmic en qualsevol moment ha permès anàlisis i comparacions precises d'un gran nombre d'objectes astronòmics. Les observacions del Camp profund de Hubble han estat molt importants per als estudis de galàxies llunyanes, ja que proporcionen imatges ultravioletes de repòs d'aquests objectes amb un nombre similar de píxels a través de les galàxies que les imatges ultravioletes anteriors de galàxies més properes, permetent la comparació directa. El James Webb Space Telescope oferirà un pas endavant encara més gran, proporcionant imatges de llum visible de galàxies encara més llunyanes que es poden comparar directament amb imatges de galàxies properes a longituds d'ona de llum visible.

## Successors dels Grans Observatoris
- Telescopi Espacial James Webb (en anglès James Webb Space Telescope, JWST) conegut prèviament com a Next Generation Space Telescope (NGST), està projectat per reemplaçar el Hubble entorn del 2010. El seu mirall segmentat serà aproximadament el doble de gran, incrementant la resolució angular de forma notable, i la sensibilitat de forma dramàtica. Al contrari que el Hubble, el JWST observarà en infraroig, amb l'objectiu de penetrar la pols a distàncies cosmològiques. Això significa que continuarà amb algunes de les capacitats del Spitzer, mentre que algunes de les característiques del Hubble es perdran. Nous avanços en telescopis terrestres faran possibles observacions en espectre visible, però les observacions en ultraviolada es ressentiran bastant.

- Constellation-X: Una missió per dur a terme observacions extremadament precises en rajos X, que començaria entorn de 2016. Aquest no és un reemplaçament directe pel Chandra, perquè Chandra està optimitzat per obtenir una alta resolució angular. Constellation-X segueix més el deixant de la missió XMM-Newton, la qual canvia resolució per sensibilitat. Constellation-X serà dotzenes de vegades més sensible que el Compton. Com les seves observacions s'estendran a les regions de rajos X durs, aquest observatori tindrà certes habilitats del Compton.

- GLAST el Gamma Ray Large Area Space Telescope és una missió que seguirà al Compton en 2007. GLAST serà molt més petit, portant solament un instrument principal i un experiment secundari. Altres missions, com el HETE-2 llançat en 2000, i Swift, llançat en 2004, complementessin al GLAST. El Ramaty High energy Spectroscopic Imager (RHESSI), llançat en 2002, observa en algunes longituds d'ona corresponents a Chandra i Compton, però està sempre apuntant al sol, de manera que només observa el que ocorre en el seu camp de visió al voltant de l'astre rei.

- Un altre gran observatori d'alta energia és INTEGRAL, INTErnational Gamma Ray Astrophysics Laboratory, llançat en 2002 per l'ESA. Observa en freqüències similars al Compton, però INTEGRAL utilitza un telescopi amb tecnologia diferent. Per tant, les seves capacitats són complementàries a les del Compton i GLAST, no un reemplaçament directe.

- El Spitzer no té un successor planejat. No obstant això, JWST podrà ho superarà[Cal aclariment]
 en infraroig proper i l'Observatori Espacial Herschel de l'ESA, estudiarà l'infraroig llunyà quan sigui llançat entorn de 2008. El SOFIA (Stratospheric Observatory For Infrared Astronomy), una plataforma aèria estudiarà l'infraroig proper i mitjà. SOFIA tindrà major obertura que Spitzer, però tindrà una sensibilitat relativa menor. A més missions espacials menors realitzaran observacions infraroges concretes.

Cal destacar que cap d'aquestes missions està dissenyada per ser llançada per la llançadora. La majoria es troba en òrbites més enllà de l'abast de la llançadora, de manera que no hi haurà possibilitat de reparació o millora una vegada llançades.

## Programes posteriors
- El Beyond Einstein program buscarà desenvolupar noves àrees de la ciència. Constellation-X i Laser Interferometer Space Antenna (LISA) han estat denominats per la NASA com a Einstein Great Observatories, per diferenciar-los de la generació actual. Tanmateix, no formen part del programa dels Grans Observatoris.[2]

- El International Solar-Terrestrial Physics Science Initiative (ISTP), en l'esperit del programa Grans Observatoris, és un grup d'instruments per estudiar el Sol i els fenòmens electromagnètics relacionats prop de la Terra.[3]

## Següent Gran Observatori
En 2016, la NASA va començar a considerar quatre telescopis espacials Flagship diferents, aquests són el Habitable Exoplanet Imaging Mission (HabEx), Large UV Optical Infrared Surveyor (LUVOIR), Origins Space Telescope (OST), i Lynx X-ray Observatory. El 2019, els quatre equips van lliurar els seus informes finals al National Academy of Sciences, el qual el comitè independent Decadal Survey aconsella a la NASA quina missió hauria de tenir la màxima prioritat. La selecció tindria lloc el 2021 i es llançaria aproximadament el 2035.

## Galeria

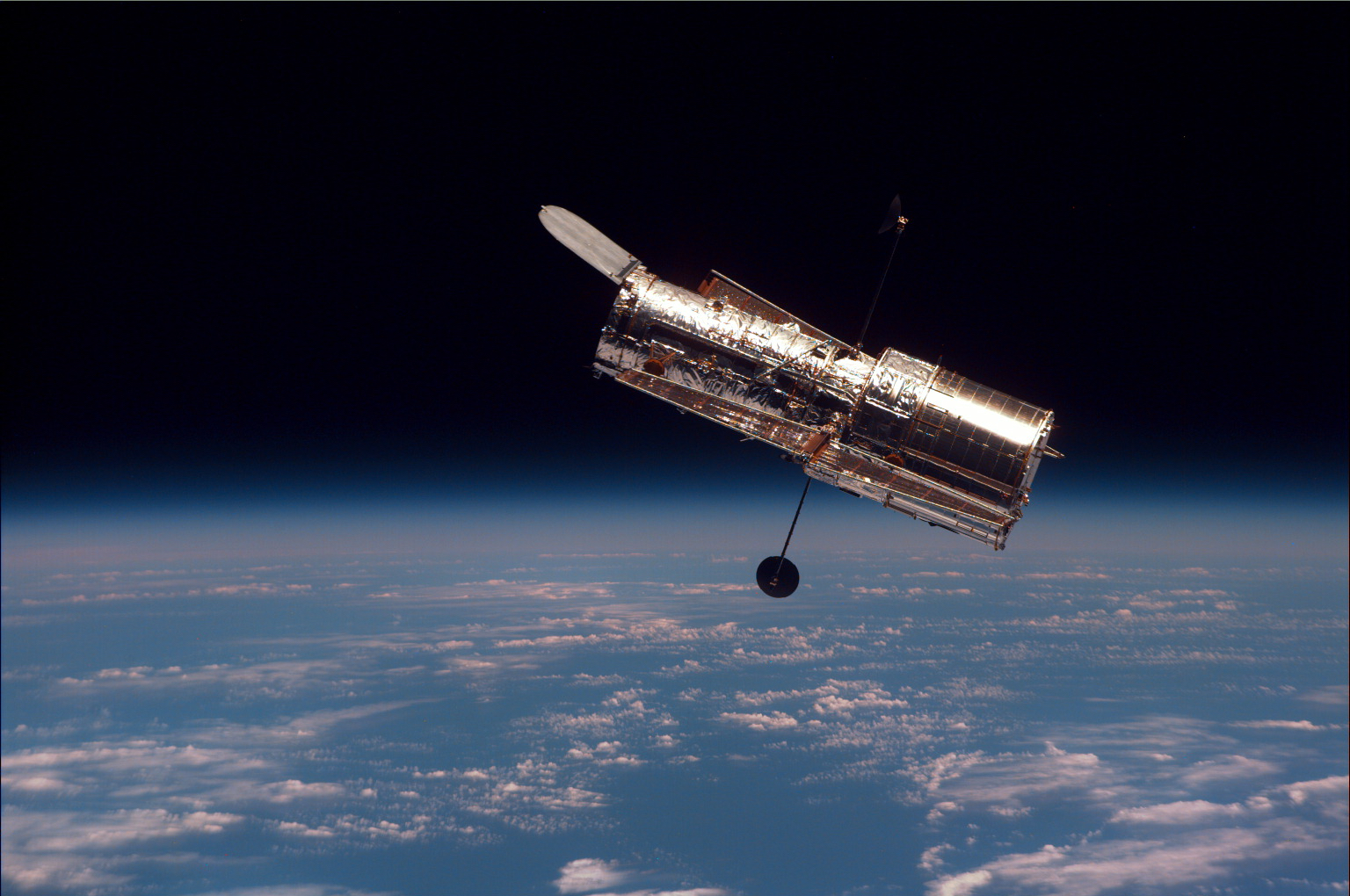
Telescopi Espacial Hubble
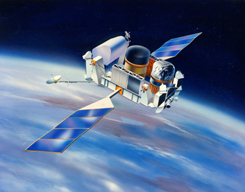
Observatori de raigs gamma Compton